# 滶川郡
滶川郡，中国南北朝时设置的郡。
北周置滶川郡，治所在𦰛川县（今湖北钟祥市东北），隶属于郢州。下辖𦰛川县、滶陂县二县。隋文帝开皇三年（583年）废滶川郡，𦰛川县、滶陂县二属县直属郢州。